# Зард-Дуль
Зард-Дуль (перс. زرددول) — село в Ірані, у дегестані Шандерман, у бахші Шандерман, шагрестані Масал остану Ґілян. За даними перепису 2006 року, його населення становило 55 осіб, що проживали у складі 15 сімей.